# Ratajska
Ratajska (cyr. Ратајска) – wieś w Serbii, w okręgu zlatiborskim, w gminie Prijepolje. W 2011 roku liczyła 2032 mieszkańców.